# Екосистемне різноманіття

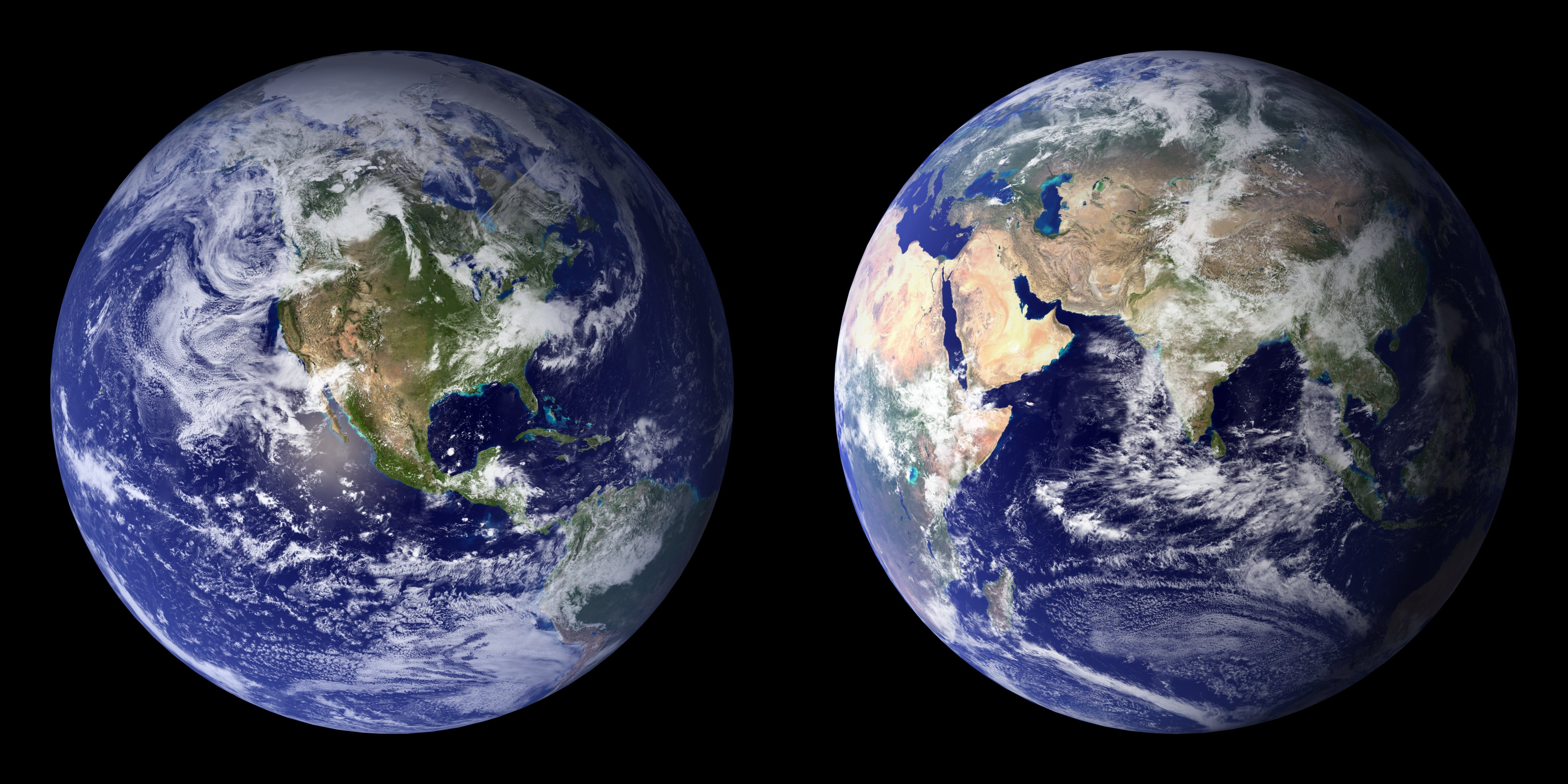
На Землі існує дуже багато різноманітних екосистем і високої екосистемної різноманітності. На колажі з двох світлин NASA представлено Землю: 2001 р. (ліворуч), 2002 р. (праворуч), названому Блакитний мармур.

Екосистемне різноманіття стосується різноманітності об'єктів на рівні  екосистем. Термін відрізняється від біорізноманіття, яке стосується варіювання видового складу, а не екосистем. Екосистемне різноманіття може також відноситися до різноманітності екосистем, присутніх в  біосфері, різноманітності видів і екологічних процесів, які відбуваються в різних фізичних умовах.

## Приклади
Деякі приклади екосистем з високим різноманіттям:
- Пустелі
- Ліси
- Морські екосистеми
- Тропічні листопадні ліси
- Дощові тропічні ліси
- Тундри
- Коралові рифи